# دانشگاه دولتی تولا

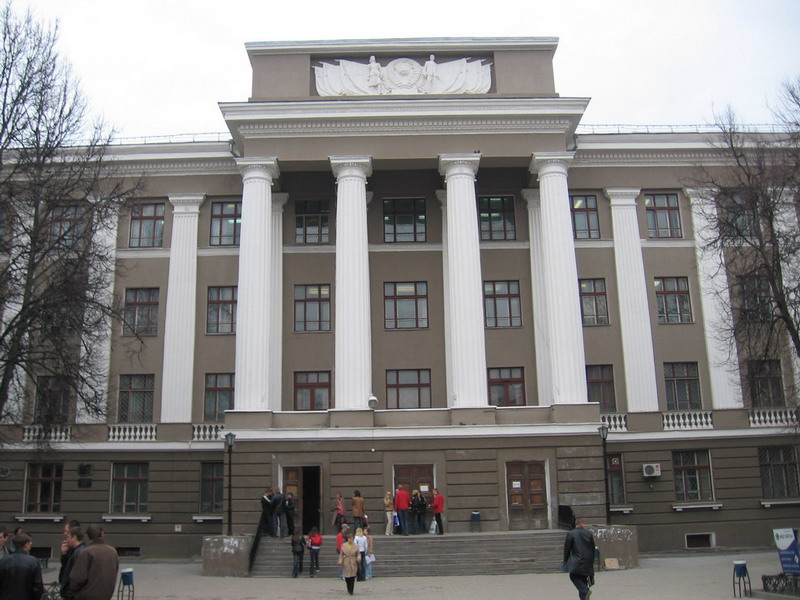
نمایی از ساختمان دانشگاه دولتی تولا - ۲۰۰۷

دانشگاه دولتی تولا (TSU) یک موسسه آموزش عالی است که در شهر تولا/ توله واقع شده است. در آوریل ۲۰۱۷، این دانشگاه به یکی از از بزرگترین دانشگاه منطقه تبدیل شد.

## تاریخ
در سال 1930 انستیتوت پولی تخنیک تولا ایجاد شد .
در سال 1963 انستیتوت پولی تخنیک تولا با انستیتوت معدن با هم یکجا شده اند. 
در سال 1980 مدل پرچم سرخ کار به این دانشگاه اعطا شد.
و در سال 1992 به دانشگاه پولی تخنیک دولتی تولا تغییر نام یافت  .
در سال 1995 به دانشگاه دولتی تولا تغییر نام یافت  .

## دانشکده ها
امروزه در این دانشگاه 9،900 دانشجو ، 434 دانشجوی دوره دکترا ، 18 دانشجوی فوق دکترا ، 97 دانشجو دوره تخصیص و 92 کارآموز مصرفو تحصیل اند. . بیش از 700 دانشجو خارجی از 50 کشور بخصوص از افغانستان حضور دارند. رئیس دانشگاه «TSU» در مه 2006 - پروفیسور ، دکتر علوم فنی میخائیل واسیلیویچ گریازف، تعیین شد.
- موسسه سیستم های با دقت بالا. که در. پ. گریازوا
- موسسه ریاضیات کاربردی و علوم کامپیوتر ؛
- انستیتوت معدن و ساختمان؛
- انستیتوت علوم طبیعی؛
- انستیتوت پلی تکنیک
- انستیتوت حقوق و مدیریت؛
- انستیتوت علوم انسانی و اجتماعی؛
- انستیتوت پزشکی؛
- انستیتوت فرهنگ بدنی ، ورزش و جهانگردی ؛
- انستیتوت اینترنت؛
- انستیتوت آموزش بین‌الملل ؛
- انستیتوت آموزش مداوم حرفه ای:
- دانشکده آموزش عصرانه و از راه دور (به عنوان بخشی از موسسه آموزش مداوم) ؛
- دانشکده آموزش پیش دانشگاهی دوره زبان (به عنوان بخشی از مدیریت پذیرش و آموزش پیش دانشگاهی) ؛
- مرکز منطقه ای آموزش و بازآموزی پیشرفته]؛
- مرکز ارتقا ظرفیت (RCST)
- دانشکده فنی به نام سی ای. موسین

و 79 دانشکده دیگر.

## آموزش در دانشگاه
این دانشگاه در 150 زمینه از جمله تخصص های دفاعی - فنی ، فناوری ، معدن و ساخت ، اطلاعات رایانه ای ، علوم طبیعی ، پروفایل های اقتصادی ، حقوقی ، اجتماعی ، بشردوستانه و پزشکی دانشجو دارد. بیش از 1200 استاد در مصروف تدریس اند، که از میان 237 دکتر علوم ، و 717 نامزد علوم ، می‌باشند.
رئیس دانشجویان افغانستان در این دانشگاه حسیب الله عبدالله قیومی بود.

## کار علمی
این دانشگاه در زمینه های علمی و علمی با سازمان های بیش از 20 ایالت از جمله دانشگاه های ایالات متحده آمریکا ، انگلیس ، آلمان ، مجارستان ، جمهوری چک ، چین ، لهستان مرتبط است .

## فعالیت های بین‌المللی
این دانشگاه در زمینه های علوم با سازمان های بیش از 20 کشور دینا از جمله دانشگاه های ایالات متحده آمریکا ، انگلیس ، آلمان ، مجارستان ، جمهوری چک ، چین ، لهستان در ارتباط است .

## یادداشت
<references group="" responsive="1">
1. ↑  Список опорных вузов в России пополнили 22 региональных университета // Интерфакс , 18.04.2017
2. ↑  Постановление Совета Труда и Обороны от 30 апреля 1930 г.
3. ↑  Приказ Министерства науки, высшей школы и технической политики Российской Федерации № 1119 от 07.12.1992 г.
4. ↑  Приказ Государственного комитета Российской Федерации по высшему образованию № 1036 от 11.07.95 г.

## پیوندها
- وب سایت رسمی دانشگاه دولتی تولا
- وزارت آموزش و پرورش[پیوند مرده]